# Orubesa linnavuorii
Orubesa linnavuorii är en skalbaggsart som beskrevs av S. Endrödi 1970. Orubesa linnavuorii ingår i släktet Orubesa och familjen Hybosoridae. Inga underarter finns listade i Catalogue of Life.